# 24084 Teresaswiger
24084 Teresaswiger è un asteroide della fascia principale. Scoperto nel 1999, presenta un'orbita caratterizzata da un semiasse maggiore pari a 2,2125993 UA e da un'eccentricità di 0,1166727, inclinata di 6,60320° rispetto all'eclittica.